# Live to Win
Live to Win —en español: Vivir para ganar— es el segundo álbum en solitario de Paul Stanley, vocalista y guitarrista de Kiss. Fue publicado el 24 de octubre de 2006.
Stanley lanzó su primer disco en solitario en 1978, titulado Paul Stanley, el cual fue considerado un álbum oficial de Kiss, ya que los otros tres miembros de la banda en ese entonces (Gene Simmons, Ace Frehley y Peter Criss) también lanzaron cada uno un disco solista al mismo tiempo.
La canción homónima fue usada cuando Kenny, Stan, Eric y Kyle matan jabalíes en World of Warcraft para subir niveles y así poder derrotar a un hacker en el episodio de South Park titulado "Make love, not Warcraft".

## Lista de canciones
1. "Live to Win" (3:08)
2. "Lift" (4:04)
3. "Wake up Screaming" (3:00)
4. "Everytime I See You Around" (3:28)
5. "Bulletproof" (3:01)
6. "All About You" (3:17)
7. "Second to None" (3:35)
8. "It's not Me" (3:20)
9. "Loving You Without You" (3:17)
10. "Where Angels Dare" (3:23)

## Personal
- Paul Stanley – voces, guitarra
- Corky James – guitarra, bajo
- Brad Fernquist – guitarra
- John 5 – guitarra
- Tommy Denander – guitarra
- Andreas Carlsson – guitarra, coros
- Sean Hurley – bajo
- Bruce Kulick – bajo en "Everytime I See You Around", "Second to None," y "Loving You *Without You Now"
- Victor Indrizzo – batería
- Greg Kurstin – piano
- Zac Rae – piano
- Harry Somerdahl – teclados
- Russ Irwin – teclados adicionales
- CC White – coros
- John Shanks – coros